# 三者構成の原則
三者構成の原則（さんしゃこうせいのげんそく、英語: tripartism / tripartite principle）とは、労働分野において、政策決定にあたり公益（政府）・労働者・使用者の三者が対等の立場で協議体を構成することをいう。
国際労働機関（ILO）設立以来の基本理念であり、ILOのあらゆる活動に貫かれる原則である。加盟国においても国内の協議体の多くで採用されている。

## 経緯
三者構成の原則が世界に登場したのは、第一次世界大戦後の戦後処理を協議する平和会議においてヴェルサイユ条約が締結され、そこで定められた労働条件の国際規制のための常設機関 (ILO) の総会に出席する代表の議席配分が政府2票、労使各1票とされたことに始まる｡ この背景には戦争に貢献した労働者階級の発言力の高まりがあり、労働組合の国際会議において条約の作成等に労働組合の代表を参加させるよう要求していた。この原則は1944年のフィラデルフィア宣言で再確認され、1976年のILO144号条約 (国際労働基準の実施のための三者協議) および1978年のILO150 号条約 (労働行政) に具体化されている｡

## 日本
日本において三者構成の原則が初めて導入されたのは、労働組合法等の制定のために設けられた労務法制審議委員会である。委員会が事実上策定した労働組合法には、公労使からなる労働委員会が規定された（現行法の第4章）。その後、労働基準法にも同じく公労使三者の労働基準委員会（現行法の第113条。現在は労働政策審議会）が設けられ、諮問に応ずるほか建議をすることができるとされ、労働政策各分野への三者構成原則が拡大されることとなった。以後、労働省は三者構成の原則を前面に打ち出すことにより、労使以外の外部 (労働省以外の政府当局を含む) からの圧力を忌避しながら、労使のバランスをとって政策を決定していくというスタイルが定着した｡